# Ленино (Приморский край)
Ле́нино — село в Чугуевском районе Приморского края.

## География
Село Ленино находится в 19 км от автодороги Осиновка — Рудная Пристань, идущей от трассы А370 «Уссури». С селом Фурманово (Ольгинский район) соединено лесовозной дорогой. Расстояние до Фурманово около 55 км (через перевал Арсеньева и главный хребет Сихотэ-Алинь).

## История
Село Селенча́ (ранее — хутор Тигровый, основанный переселенцами с Украины в 1914 году) получило своё имя от китайского названия местной реки — Сяо-нан-ча, «малое южное разветвление» (нынешнее название реки — Антоновка).
По переписи июня 1915 года, в селе Синанча́ (ещё один вариант названия села) Чугуевской волости Иманского уезда проживало 46 человек (1 одиночка и 8 семей — всего 29 мужчин и 17 женщин).
В 1930 году в селе образовали коммуну. На базе коммуны в 1934 году был создан колхоз имени Ленина. Одновременно рядом с селом начали строить рабочий посёлок, в котором жили работники созданного участка по заготовке древесины.
В 1934 году, населённый пункт назвали Ленино. Однако, по данным краеведа Нелли Мизь, ещё в 1922 году жители села Синанча обратились к В. И. Ленину за разрешением присвоить его имя селу, и в 1923 году получили согласие.

## Население
| 1915 | 2002 | 2006 | 2010 |
| ---- | ---- | ---- | ---- |
| 46   | ↗537 | ↘471 | ↘445 |

## Улицы
| - ул. Заречная, - ул. Комсомольская, - ул. Лесная, - ул. Новая, | - ул. Рабочая, - ул. Советская, - ул. Совхозная, - ул. Таёжная, | - ул. Тигровая, - ул. Центральная, - ул. Школьная, - ул. Шоферская. |